# Slovo o pluku Igorově

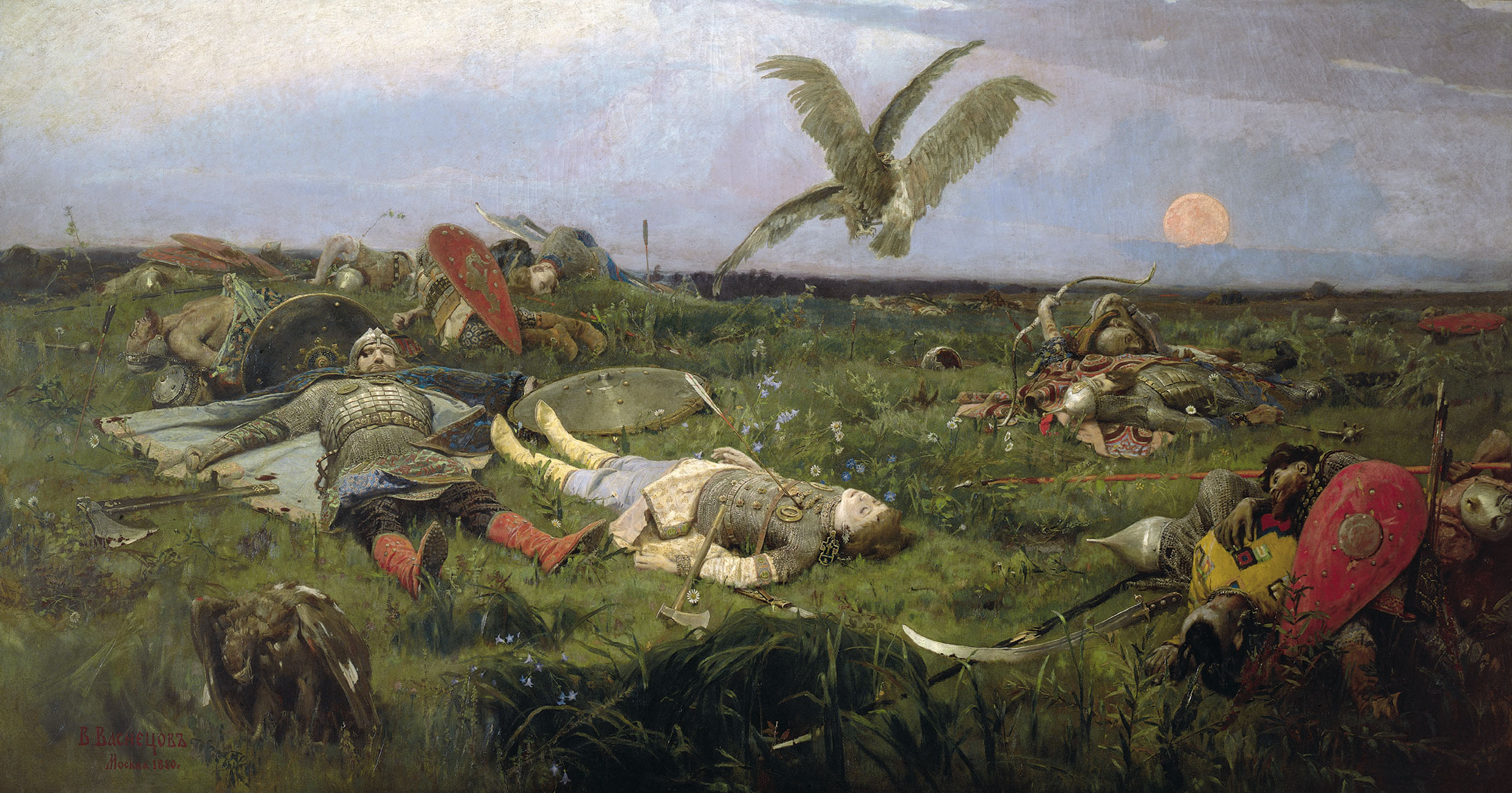
Po bitvě knížete Igora s Polovci, obraz od Viktora Michajloviče Vasněcova z roku 1880

Slovo o pluku Igorově (rusky Слово о полку Игореве, původním plným názvem Слово о походе Игоря, Игоря сына Святославова, внука Олегова) je hrdinský epos, jehož námětem je neúspěšná výprava novgorodsko-severského knížete Igora Svjatoslaviče (1150–1202) proti kočovným Polovcům (Kumánům) roku 1185. Dílo je známo pouze z opisu z počátku 19. století, jehož předloha údajně shořela roku 1812. Již od počátku uvedení eposu v širší známost jej proto doprovází spor o jeho historickou původnost.
Zastánci pravosti eposu předpokládají, že epos vznikl koncem 12. století a jeho autor nejspíš pocházel z Černigova. Předloha dochovaného textu, zničená při požáru Moskvy během napoleonských válek, vznikla v 16. století a byla odcizena z kláštera v Jaroslavli. Podle jiných názorů jde o preromantický podvrh vytvořený snad z podobných pohnutek jako český Rukopis královédvorský nebo zelenohorský. Autory či spoluautory Slova by v takovém případě mohli být Alexej Ivanovič Musin-Puškin, lidé z jeho okruhu, případně podle jedné hypotézy i Josef Dobrovský. Podle českého literárního vědce Ivo Pospíšila pokládají nyní v podstatě všechny učebnice ruské literatury automaticky a bez náznaku dřívějších polemik dílo za středověké, a kdyby byla jeho autenticita zpochybněna, „zhroutil by se celý pracně po desetiletí utvářený systém staroruské literatury jako domeček z karet“.

## Obsah a charakteristika eposu
„Lidé 

není už čas 

starými slovy 

začít 

truchlivý zpěv 

o hrdém tažení 

Igora 

Svjatoslavova syna. 

Příběhy 

zazněte tak 

jak se skutečně staly 

vzdejte se krásy 

dávných 

vidění Bojanových.“

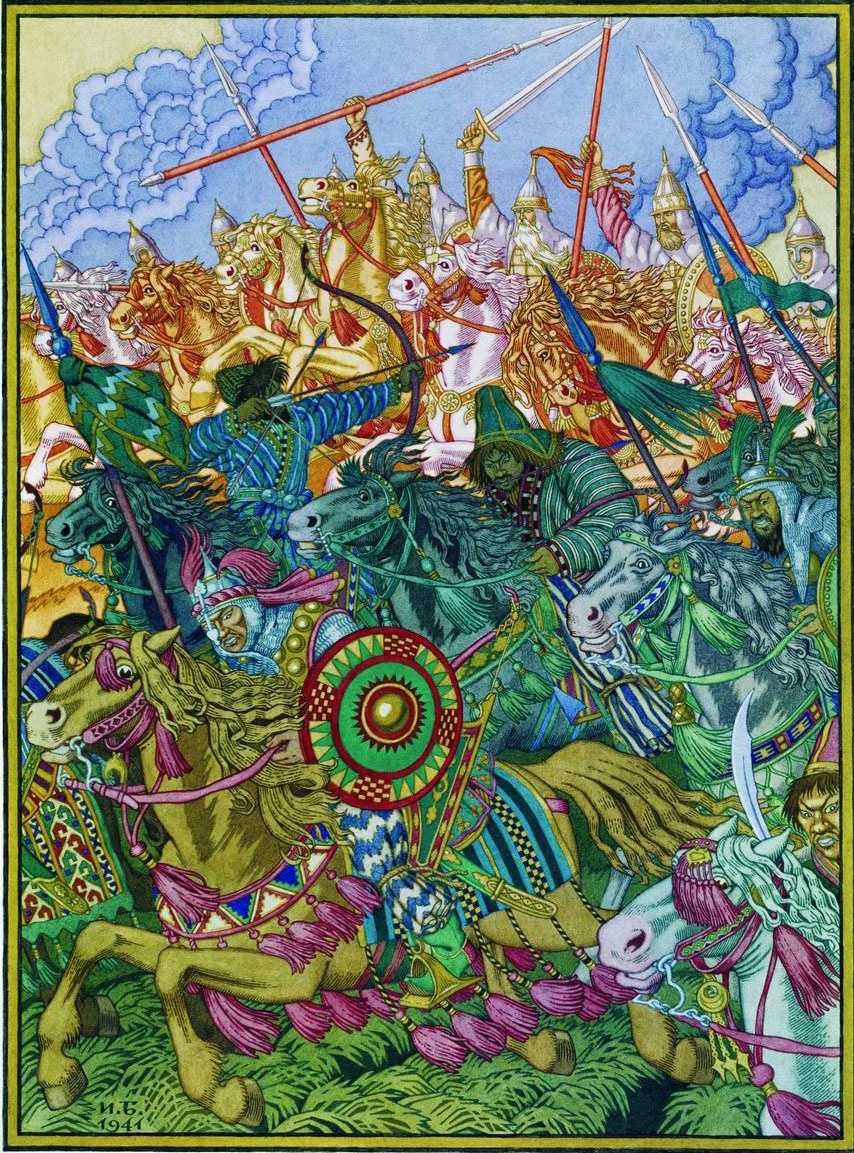
Ilustrace Ivana Jakovleviče Bilibina.

(citováno z překladu Otto Libertina, Supraphon, Praha 1978).
Na začátku eposu jeho autor upozorňuje, že vše vylíčí opravdu tak, jak se skutečně stalo, a bez příkras, typických pro dávného ruského pěvce Bojana. Vlastní vyprávění pak začíná tím, že se kníže Igor s bratrem Vsevolodem vydávají z touhy po slávě a navzdory varovným znamením (zatmění Slunce) na tažení proti Polovcům. Po vítězství nad poloveckým předvojem je v následující bitvě Igorovo vojsko poraženo a kníže Igor je zajat. Na ruskou zemi padá velká tíha neštěstí (ruské ženy naříkají nad muži padlými v bitvě). Sám veliký kníže kyjevský Svjatoslav spěchá Igorovi na pomoc a vyzývá ostatní knížata, aby se také vypravila do boje a odčinila Igorovu porážku. V jedné z nejlyričtějších částí eposu marně vyhlíží Igorova choť Jaroslavna svého manžela a ve svém žalu zaklíná slunce, vítr i řeku Dněpr, aby jí vrátili milovaného muže. Na konci vyprávění se Igorovi podaří ze zajetí uprchnout, celá zem se raduje a Igor děkuje ostatním knížatům i jejich družinám, že zemi zbavily nebezpečí.
Epos vyniká folklórní symbolikou, bohatou obrazností a střídají se v něm epické a lyrické pasáže. Je v něm vyzdvižena myšlenka o nezbytnosti jednoty a vzájemné pomoci mezi ruskými knížaty. Neprozíravý Igorův čin je sice hodnocen kriticky (je vzpomínáno i na jiné hrdiny, kteří se snažili osamoceně bojovat proti nepříteli), ale zároveň je zdůrazňováno, že to byl čin statečný a zasluhuje proto také chválu.

## Starobylá památka, nebo podvrh?

### Starobylá památka

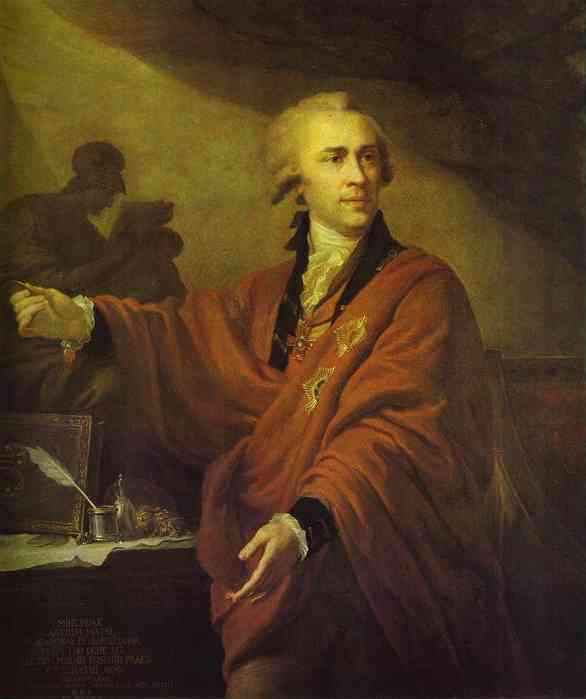
Hrabě Alexej Ivanovič Musin-Puškin, obraz od Johanna Baptisty Lampiho staršího z roku 1794.

Slovo o pluku Igorově doprovází stejně jako české Rukopisy spor o jeho pravost. Podle literárních historiků (zejména ruských), kteří jej roku považují za autentickou středověkou literární památku, byl epos složen někdy koncem 12. století neznámým černigovským autorem (někteří považují za autora samotného knížete Igora a jiní dokonce velikého knížete kyjevského). V průběhu času byl text eposu údajně komolen nedbalými písaři (čímž se vysvětluje celá řada nejasných míst v textu, které kritici považují za bohemismy či učené hebraismy – viz dále) a zároveň možná sloužil jako vzor pro řadu pozdějších ruských textů (zvláště pak pro Zádonštinu z konce 14. století). Přesto se epos dochoval pouze v jediném rukopise ze 16. století, původně vevázaném k chronografu uchovávanému v Spaso-preobraženském klášteru v Jaroslavli. Ten roku 1795 ukradl běloruský mnich Ioil (Joel) Bykovskij a prodal jej dvořanu carevny Kateřiny II. hraběti Alexeji Ivanoviči Musinu-Puškinovi (1744–1817), který také financoval jeho první vydání roku 1800. Než však mohl být rukopis vědecky prozkoumán, shořel údajně při požáru Moskvy roku 1812, takže se Slovo dochovalo pouze v opisu pořízeném pro Kateřinu II.
K nejvýznamnějším literárním vědcům obhajujícím pravost eposu patřil Dmitrij Sergejevič Lichačov (1906–1999), jehož zásluhou se k roku 1978  Slovo již konvenčně (a dokonce bez jakékoli zmínky o nějaké v minulosti vedené polemice) zařazuje do ruské středověké literatury. Lichačov vytvořil ze Slova ústřední staroruskou literární památku a dokazoval jeho pravost akcentací jeho kontextového charakteru (autenticita eposu je dle něj dána tím, že je vyložitelný z dobových souvislostí a že mezi ním a ostatními staroruskými texty té doby existují vzájemné vazby a vzájemná podmíněnost).
Jazykovědnými argumenty ve prospěch starobylosti Slova přispěl k roku 2004 Andrej Zaliznjak v publikaci „Слово о полку Игореве”: взгляд лингвиста z roku 2004. Uvádí v ní, jakými jazykovědnými znalostmi by musel disponovat hypotetický falzifikátor z 18. století, a dochází k závěru, že žádná osoba dané doby uvedenými znalostmi nedisponovala.
Podle českého literárního vědce Iva Pospíšila existuje na Východě i na Západě k roku 2016 nepsaná shoda, že se dílo přijímá v kontextu východoevropského středověkého písemnictví bez pochybností, a „v současnosti v podstatě všechny učebnice ruské literatury pokládají Slovo jaksi automaticky za středověký text a dokonce ani v náznaku neodkazují k minulým polemikám". Problém autenticity však podle něj nezmizel, ačkoliv „se o pochybnostech někdy naprosto mlčí, i když k památce a historii její percepce patří“.

### Podvrh
Lichačovova metoda, která se takticky vzdálila textovým sporům, však nemohla vyvrátit konkrétní pochybnosti. Námitky odpůrců pravosti Slova se dají stručně shrnout takto:
- Neexistují žádné písemné doklady o tom, že by skutečně kdy existoval domnělý originální rukopis.[4]
- Na základě dochované korespondence hlavních účastníků, kteří později tvrdili, že rukopis byl roku 1812 zničen, lze velmi přesvědčivě prokázat, že tohoto roku žádný rukopis, který by odpovídal uvedenému popisu, zničen nebyl. Informace o jeho ztrátě se rozšířila až několik let po smrti Musina-Puškina v roce 1817.[4]
- Skutečnost, že v textu lze nalézt tzv. učené hebraismy převzaté ze Starého zákona, činí téměř jistým předpoklad, že text Slova byl složen až po vzniku křesťanských hebraistických studií v 16. století.[4]
- V textu je možno najít také bohemismy – jako nejzávažnější se uvádí výraz „pod ranami“ ve smyslu „pod údery“, což lze ve slovanských jazycích použít pouze v češtině (v ostatních má slovo „rána“ jen význam „zranění“).[8]
- Epos vykazuje celou řadu preromantických znaků (dynamika přírodních popisů, tolerovaná úloha pohanských božstev, folklórní ladění textu), které jej umožňují zařadit mezi takové literární mystifikace, jako jsou Macphersonovy Ossianovy zpěvy nebo Rukopis královédvorský a zelenohorský.[3]

Pravost textu byla zpochybňována již v 19. století. Na počátku 20. století argumentovali francouzští slavisté Louis Léger a po něm André Mazon, že text vznikl v 17. století po vzoru Zádonštiny. Mazonova tvrzení však vyvrátil Roman Jakobson.
Za skutečného autora Slova bývá považován mimo jiné samotný Musin-Puškin, dále mnich kláštera, který mu rukopis prodal, Ioil Bykovskij, nebo také Nikolaj Michajlovič Karamzin. Roku 2003 přišel profesor Harvardovy univerzity Edward L. Keenan (* 1936) s teorií, že nechtěným autorem eposu je Josef Dobrovský, a snesl pro to celou řadu argumentů (Dobrovský v době nálezu rukopisu pobýval v Rusku a podle Keenanova tvrzení napsal několik textů napodobujících dávné slovanské heroické pověsti, ze kterých byl epos později vytvořen patrně bez jeho vědomí, protože Dobrovský byl známý svou vědeckou poctivostí).
Sám Keenan o své teorii říká: „Ať už na to hledíme jakkoli, hypotéza, že autorem Slova o pluku Igorově byl Josef Dobrovský, jistě není tak nepravděpodobná jako předpoklad, že takový text byl vytvořen někde na území východní Evropy koncem 12. století, aniž by měl nějakého předchůdce, aniž by současně s ním vzniklo nějaké jiné obdobné dílo, aniž by byl později napodoben. Spíše plní údivem, že tak četní badatelé po tak dlouhou dobu a s takovou vynalézavostí v sobě chovali víru v tak nepravděpodobnou událost“.

## Adaptace
Podle eposu napsal ruský hudební skladatel Alexandr Porfirjevič Borodin (1833–1887) na vlastní libreto operu Kníže Igor. Autor pracoval na opeře od roku 1869, aniž ji dokončil, což po jeho smrti provedli Nikolaj Andrejevič Rimskij-Korsakov a Alexandr Konstantinovič Glazunov, premiéra se konala roku 1890.

## České překlady a vydání

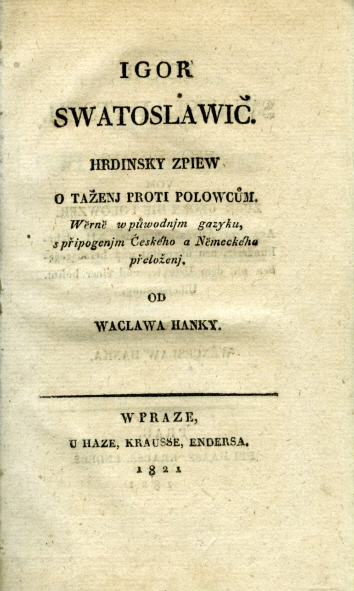
První české vydání Slova o pluku Igorově z roku 1821

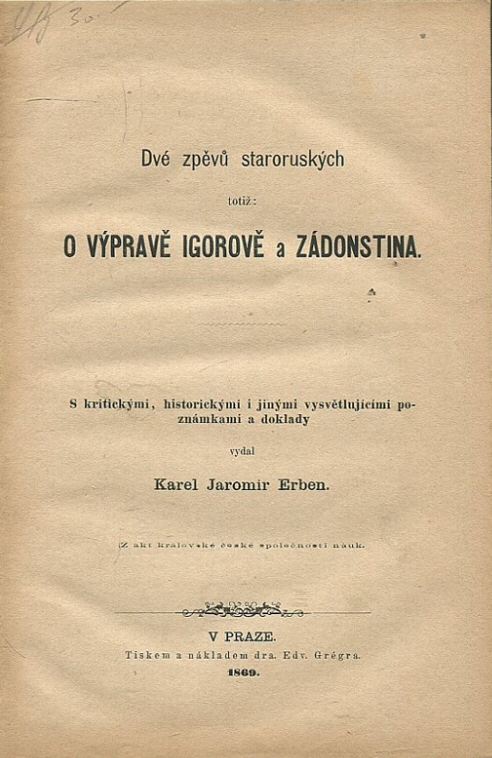
Společné české vydání Slova o pluku Igorově a Zádonštiny z roku 1869

- Slovo o pluku Igorově, přeložil Josef Jungmann roku 1810 (překlad vydán až roku 1932)
- Slovo o pluku Igorově, přeložil Samuel Rožnay kolem roku 1815 (překlad zůstal v rukopise)
- Igor Swatoslawič, Haze, Krauss, Enders, Praha 1821, přeložil Václav Hanka
- Slovo o polku Igorevě, Bedřich Tempský, Praha 1858, přeložil Martin Hattala
- Dvé zpěvů staroruských totiž: O výpravě Igorově a Zádonština, Edvard Grégr, Praha 1869, přeložil Karel Jaromír Erben
- Píseň o výpravě Igorově, Jan Otto, Praha 1926, přeložil Pavel Papáček
- Slovo o pluku Igorově, Slovanský ústav, Praha 1932, přeložil Josef Jungmann
- Karel Jaromír Erben: Básně a překlady, Melantrich, Praha 1938, znovu 1948
- Slovo o pluku Igorově, Václav Neubert a synové, Praha 1946, přeložil František Kubka, znovu Melantrich, Praha 1950
- Tři zpěvy staroruské, SNKLHU, Praha 1955, přeložila Hana Skalová, v knize jsou obsažena díla Zpěv o výpravě Igorově, Pověst o vyvrácení města Rjazaně chánem Batyjem a Píseň o kulikovské bitvě Sofonije Rjazaňce (Zádonština)
- Josef Jungmann: Překlady II, SNKLHU, Praha 1958
- Slovo o pluku Igorově, Albatros, Praha 1977, přeložila Hana Vrbová
- Slovo o pluku Igorově, Supraphon, Praha 1978, přeložil Otto Libertin